# 劉易斯與克拉克河
劉易斯與克拉克河（英語：Lewis and Clark River）是揚斯河的支流，位於美國俄勒岡州內。河流長約20英里（32），面積為62平方英里（160平方）。

## 流向
河流發源自俄勒岡州克拉特索普縣的馬鞍山內。河水會往西北方流，並在錫賽德市東面與劉易斯與克拉克河南汊合流。之後河水會往北方流，流經劉易斯與克拉克國家歷史公園，最終在傑弗斯花園附近與揚斯河匯合。

## 歷史
1803年，美國向法國購買法屬路易斯安那。當時的美國總統湯瑪斯·傑佛遜為了探明密蘇里河及其主要支流，發起了由探險家梅里韋瑟·路易斯及威廉·克拉克帶領的遠征活動，史稱「路易斯與克拉克遠征」。1805年11月30日，路易斯及克拉克等人在探索揚斯灣地區時發現了這條河流。同年12月，為了準備過冬，遠征隊員在河流附近建設了克拉特索普堡，並在聖誕節前夕遷入。1806年1月28日，路易斯在其日記上紀錄了克拉特索普印第安人把這條河流稱為「內圖爾河」（Ne-tul River）。在結束遠征活動時，路易斯及克拉克還把克拉特索普堡和其他家具贈送予酋長科博韋（Coboway）。
1792年，英國皇家海軍軍官喬治·溫哥華所率領的探險隊經過這條河流，其中一名隊員威廉·羅伯特·布勞頓卻錯誤地把其認為是揚斯河，導致後來很多學者都認為布勞頓所指的這條「揚斯河」等於同樣位於克拉特索普縣的揚斯河。
1925年前，河流名稱仍然沿用克拉特索普印第安人的稱謂「內圖爾河」。後來為了紀念梅里韋瑟·路易斯及威廉·克拉克，河流的名稱被改為「劉易斯與克拉克河」。

## 文獻引用
- White, Richard; Findlay, John M. . Seattle, WA: University of Washington Press. 1999. ISBN 0-295-97773-6 （英语）.